# Rhinogobius albimaculatus
Rhinogobius albimaculatus es una especie de pez de la familia de los Gobiidae en el orden de los Perciformes.

## Morfología
- Los machos pueden llegar a alcanzar los 5,9 cm de longitud total.
- Número de vértebras: 28.[1]

## Hábitat
Es un pez de Agua dulce y de clima tropical.

## Distribución geográfica
Se encuentran en Asia: cuenca del río Nam San (cuenca del río Mekong, Laos ).

## Observaciones
Es inofensivo para los humanos.